# Didivar
Didivar är en ort i Azerbajdzjan.   Den ligger i kommunen Babek Rayon och distriktet Nachitjevan, i den sydvästra delen av landet, 400 km väster om huvudstaden Baku. Didivar ligger 981 meter över havet och antalet invånare är 1 288.
Terrängen runt Didivar är kuperad norrut, men söderut är den platt. Närmaste större samhälle är Nachitjevan, 10,9 km söder om Didivar. 
Trakten runt Didivar består i huvudsak av gräsmarker. Runt Didivar är det tätbefolkat, med 735 invånare per kvadratkilometer.